# Mladen Žižović
Mladen Žižović (Rogatica, 27. prosinca 1980.) je bosanskohecegovački nogometni trener i bivši nogometaš. Trenutačno je trener tuzlanske Slobode.

## Igračka karijera
Kao junior, igrao je za momčad Mladosti iz Rogatice. Godine 1998. prelazi u FK Radnik Bijeljina za kojeg je nastupio 75 puta, te pritom postigao 17 pogodaka. Godine 2002. potpisuje za ugljevički Rudar u kojem se zadržao do 2005., kada prelazi u mostarski HŠK Zrinjski. Sa Zrinjskim osvaja nogometnu Premijer ligu BiH u sezonama: 2004./05. i 2008./09. te Nogometni kup Bosne i Hercegovine 2007./08. Nakon Zrinjsko pravi inozemni transfer u albansku Tiranu.
Godine 2011. uslijedio je povratak u Zrinjski gdje se ovaj put zadržao tek nekoliko mjeseci. Od 2012. do 2015. igrao je za banjolučki Borac. Karijeru je 2016. godine završio u Radniku iz Bijeljine.

## Trenerska karijera
Nakon igračke karijere bavi se trenerskim poslom. Prvi samostalni trenerski angažman imao je u Radniku gdje je prethodno radio kao pomoćni trener Slavku Petroviću. Nakon dvije godine vođenja Radnika, Žižović napušta klub 11. studenoga 2019.
Dana 12. studenoga imenovan je novim trenerom mostarskog Zrinjskog. 26. prosinca 2020. Žižović dobiva otkaz na klupi Zrinjskog.
Dana 15. ožujka 2021. postaje novi trener tuzlanske Slobode.

## Vanjske poveznice
- Profil na transfermarkt.com
- Profil na national-footbal-teams.com